# Алексићи (породица)
Алексићи од Мајне су породица Теодора Алексића од Мајне, сина генерала Јована Алексића од Мајне и Анастасије (Стане) Обреновић, кћерке господар Јована Обреновића. Имали су три кћерке Ану, Евелину и Марију.

## Порекло
Алексићи су пореклом из Црне Горе из Брчела, црмничке нахије, одакле су се иселили у Боку которску, у Маине 1621. године.

## Капетан Никола Алексић
Капетан Никола Алексић из Мајне (Nikolo Allexich, Conte de Maina) био је у служби Млетачке републике.

## Генерал Јован Алексић
Фелдмаршал-лајтнант Јован Алексић од Мајне, син капетана Николе Алексића, је са десет година постао кадет у млетачкој (венецијанској) морнарици у Задру. Заробљен је од Наполеонове војске 1797. После је ступио у аустријску војску, а потом и француску, где је био капетан. Одликован витешким крстом ордена Гвоздене круне. Добијањем ордена Гвоздене круне стекао је право на аустријско витештво. Диплому је добио 1840. са формалним звањем Јован витез од Алексић Мајна. Предикат „од Маина“ Јован Алексић изабрао је јер је родом био из Маина, краја у Црној Гори, код Бока которске. Касније, због новог правописа често се његов предикат писао „од Мајне“, али се и данас равноправно може наћи у литератури „од Мајне“, „од Маине“ и „Маински“.
Док је учествовао у ратовима који су се водили на Сицилији 1821. године, упознао је Аретузу Кимару са којом је добио сина Теодора. Учествовао је на српским народно-црквеним саборима као посланик војничког сталежа. Био је и један од кандидата за војводу Српске Војводине 1848. Умро је 1861.

## Мајор Теодор Алексић
Мајор Теодор Алексић од Мајне, син генерала Јована Алексића, истакао се посебно при одбрани Читлука, јуришу на Улцињ, итд. Поред ордена Гвоздене круне добио је и пруски орден Круне и црногорски Данилов орден II степена. Оженио се (Станом) Обреновић, кћерком господар Јована Обреновића.
Имали су три кћерке - Ану, Евелину и Марију.

## Сродство
Алексићи су у сродству са Обреновићима, Бајићима од Варадије, Николићима од Рудне, Чупићима и др.

## Галерија
- Портрет Јована Алексића од Мајне
- Портет Теодора Алексића од Мајне
- Грб Јована Алексића од Мајне (1840)